# مختبر أخبار جوجل
مختبر أخبار جوجل هو فريق عالمي في جوجل تتمثل مهمته في "التعاون مع الصحفيين ورجال الأعمال للمساعدة في بناء مستقبل الإعلام". أطلق الفريق في عام 2015، ويعمل مع المؤسسات الإخبارية للمساعدة في دفع الابتكار ومواجهة تحديات الصناعة وتوفير التدريب والوصول إلى التقنيات الناشئة لإعداد التقارير وسرد القصص. وقد وصفها بعض المعلقين في الصناعة بأنها محاولة لبناء حسن النية بين الصحفيين، على عكس عمالقة التكنولوجيا المنافسين مثل فيسبوك.
أُضيف مختبر أخبار جوجل إلى مبادرة أخبار جوجل عند إطلاقها في عام 2018.

## تأثير

### مكافحة المعلومات الخاطئة
كان مختبر أخبار جوجل أحد الشركاء المؤسسين لتحالف التحقق من الحقائق المسودة الأولى، والذي أُطلق في عام 2015. ساعدت جوجل شركة فرست درافت في إطلاق نماذج جديدة في عام 2017، لإعداد التقارير التعاونية للتحقق من القصص الإخبارية أثناء الانتخابات في المملكة المتحدة وفرنسا وألمانيا.
يوفر مختبر الأخبار أيضًا تدريبًا مجانيًا للصحفيين حول كيفية "اكتشاف وفضح الأخبار الكاذبة والمعلومات المضللة"، سواء بشكل شخصي أو عبر موقع التدريب الخاص به.

### تنوع غرفة الأخبار
عقد مختبر أخبار جوجل في عام 2017 شراكة مع الجمعية الأمريكية لمحرري الأخبار (ASNE) في استطلاعها السنوي حول تنوع التوظيف في غرف الأخبار. أظهر الاستطلاع كيف تغيرت مئات غرف الأخبار في جميع أنحاء الولايات المتحدة منذ عام 2001. كما قارنت أيضًا أعداد تنوع غرف الأخبار ببيانات التعداد لإظهار كيفية مقارنة غرف الأخبار بمنطقتها المحلية من حيث العرق والجنس.

### اخبار محلية
درب المختبر أكثر من 9000 مراسل محلي في الولايات المتحدة من خلال شراكة مع جمعية الصحفيين المحترفين. توجد أيضًا برامج تدريبية لغرف الأخبار المحلية في أوروبا وآسيا والمحيط الهادئ وأمريكا اللاتينية والشرق الأوسط وأفريقيا.

## نقد
وصف بعض المعلقين في الصناعة مختبر أخبار جوجل بأنه محاولة لبناء حسن النية بين الصحفيين، على عكس عمالقة التكنولوجيا المنافسين مثل فيسبوك.
انتُقد مختبر أخبار جوجل ومبادرة الأخبار الرقمية من جوجل باعتبارها عمليات شراء لغرف الأخبار بعد أن أدى احتكارها للإعلانات إلى تسريح عدد لا يحصى من العمال في غرف الأخبار.

## أنظر أيضا
- مبادرة الأخبار الرقمية، صندوق جوجل لغرف الأخبار الأوروبية.

## روابط خارجية
- الموقع الرسمي